# Lotta libera ai Giochi della XVI Olimpiade - Pesi gallo
La competizione della categoria pesi gallo (fino a 57 kg) di lotta libera dei Giochi della XVI Olimpiade si è svolta dal 28 novembre al 1º dicembre 1956 al Royal Exhibition Building di Melbourne.

## Formato
Ad ogni incontro venivano assegnate le seguenti penalità:
- 0 = Al vincitore per schienata
- 1 = Al vincitore per decisione (verdetto di tre giudici)
- 2 = Allo sconfitto per decisione (1:2)
- 3 = Allo sconfitto per decisione (0:3) o schienata

Con cinque penalità o più il lottatore veniva eliminato.
I tre lottatori rimasti disputavano un torneo finale con i risultati acquisiti nel precedenti turni.

## Risultati
| Legenda                                  | Legenda |
| ---------------------------------------- | ------- |
| Lottatore con 5 penalità o più Eliminato |         |

### 1º Turno
Si è disputato il 28 novembre.
| Vincitore              | Pen. | Risultato | Sconfitto           | Pen. |
| ---------------------- | ---- | --------- | ------------------- | ---- |
| Mustafa Dağıstanlı     | 1    | 3:0       | Minoru Iizuka       | 3    |
| Tauno Jaskari          | 1    | 3:0       | Lee Allen           | 3    |
| Adolfo Díaz            | 1    | 3:0       | Omer Vercouteren    | 3    |
| Fred Kämmerer          | 1    | 3:0       | Tarashkeswar Pandey | 3    |
| Mohamed Mehdi Yaghoubi | 1    | 3:0       | Mykhailo Shakhov    | 3    |
| Din Zahur              | 1    | 3:0       | Geoffrey Jameson    | 3    |
| Lee Sang-Gyun          | 0    | Schienata | Ernesto Ramel       | 3    |

### 2º Turno
Si è disputato il 29 novembre.
| Vincitore              | Pen. | Risultato | Sconfitto        | Pen. |
| ---------------------- | ---- | --------- | ---------------- | ---- |
| Minoru Iizuka          | 4    | 3:0       | Tauno Jaskari    | 4    |
| Mustafa Dağıstanlı     | 1    | Schienata | Lee Allen        | 6    |
| Fred Kämmerer          | 2    | 3:0       | Adolfo Díaz      | 4    |
| Tarashkeswar Pandey    | 4    | 3:0       | Omer Vercouteren | 6    |
| Mohamed Mehdi Yaghoubi | 1    | Schienata | Geoffrey Jameson | 6    |
| Mykhailo Shakhov       | 3    | Schienata | Ernesto Ramel    | 6    |
| Lee Sang-Gyun          | 1    | 2:1       | Din Zahur        | 3    |

### 3º Turno
Si è disputato il 30 novembre.
| Vincitore              | Pen. | Risultato  | Sconfitto           | Pen. |
| ---------------------- | ---- | ---------- | ------------------- | ---- |
| Minoru Iizuka          | 4    | Schienata  | Adolfo Díaz         | 7    |
| Mustafa Dağıstanlı     | 2    | 3:0        | Fred Kämmerer       | 5    |
| Mohamed Mehdi Yaghoubi | 1    | Schienata  | Tarashkeswar Pandey | 7    |
| Mykhailo Shakhov       | 3    | Schienata  | Din Zahur           | 6    |
| Lee Sang-Gyun          | 1    | Per ritiro | Tauno Jaskari       | 7    |

### 4º Turno
Si è disputato il 1º dicembre.
| Vincitore          | Pen. | Risultato | Sconfitto              | Pen. |
| ------------------ | ---- | --------- | ---------------------- | ---- |
| Minoru Iizuka      | 5    | 3:0       | Lee Sang-Gyun          | 4    |
| Mustafa Dağıstanlı | 3    | 2:1       | Mohamed Mehdi Yaghoubi | 3    |
| Mykhailo Shakhov   | 3    | Esentato  |                        |      |

### 5º Turno
Si è disputato il 1º dicembre.
| Vincitore              | Pen. | Risultato | Sconfitto        | Pen. |
| ---------------------- | ---- | --------- | ---------------- | ---- |
| Mustafa Dağıstanlı     | 4    | 3:0       | Mykhailo Shakhov | 6    |
| Mohamed Mehdi Yaghoubi | 4    | 3:0       | Lee Sang-Gyun    | 7    |

### Turno finale
| Vincitore              | Pen. | Risultato | Sconfitto              | Pen. |
| ---------------------- | ---- | --------- | ---------------------- | ---- |
| Mohamed Mehdi Yaghoubi |      | 3:0       | Mykhailo Shakhov       |      |
| Mustafa Dağıstanlı     |      | 2:1       | Mohamed Mehdi Yaghoubi |      |
| Mustafa Dağıstanlı     |      | 3:0       | Mykhailo Shakhov       |      |

1. ↑  Disputato nel 1º turno
2. ↑  Disputato nel 4º turno
3. ↑  Disputato nel 5º turno

## Classifica finale
| Pos.    | Atleta                 | Nazione          | V.S. |
| ------- | ---------------------- | ---------------- | ---- |
| Oro     | Mustafa Dağıstanlı     | Turchia          | 2:0  |
| Argento | Mohamed Mehdi Yaghoubi | Iran             | 1:1  |
| Bronzo  | Mykhailo Shakhov       | Unione Sovietica | 0:2  |
| 4       | Lee Sang-Gyun          | Corea del Sud    |      |
| 5       | Minoru Iizuka          | Giappone         |      |
| 6       | Fred Kämmerer          | Germania         |      |
| 7       | Din Zahur              | Pakistan         |      |
| 8       | Adolfo Díaz            | Argentina        |      |
| 8       | Tarashkeswar Pandey    | India            |      |
| 10      | Tauno Jaskari          | Finlandia        |      |
| 11      | Geoffrey Jameson       | Australia        |      |
| 11      | Omer Vercouteren       | Belgio           |      |
| 11      | Ernesto Ramel          | Filippine        |      |
| 11      | Lee Allen              | Stati Uniti      |      |